# Schwarzer Krummhornkäfer
| | |
| Abb. 1: Oberseite | |
| | |
| Abb. 2: Unterseite | Abb. 6: Hinterleib von unten, rechts teilweise koloriert grün:Hinterhüfte 1,2,…6: Abdominalsternite Erstes Abdominalsternit nur seitlich sichtbar                                                                         |
| | Abb. 6: Hinterleib von unten, rechts teilweise koloriert grün:Hinterhüfte 1,2,…6: Abdominalsternite Erstes Abdominalsternit nur seitlich sichtbar                                                                         |
| Abb. 3: Seitenansicht | |
| | |
| Abb. 4: Fühler | |
| | Abb. 7: Vorderbein des Männchens oben: von unten gesehen unten: seitlich von innen gesehen rechts: Ende der Schiene mit Putzscharte Mitte: 1.–3. Tarsenglied mit Hafthaaren links:4.und letztes Tarsenglied (Klauenglied) |
| Abb. 5: Frontalansicht | |
| | |
| Abb. 8: Mittelbrust von schräg unten, Kopie rechts teilweise koloriert ocker: nach unten umgeschlagener Teil der Flügeldecken grün: Epimer der Mittelbrust gelb: seitliche Begrenzung der Mittelhüfthöhle rot: mittleres Bein, Mittelhüfte, Schenkelring, Teil des Schenkels | |
| | |
| Abb. 9: Mundwerkzeuge (Reitter) links: Oberkiefer rechts: Unterkiefer | Abb. 10: Mundwerkzeuge (Reitter) links: Oberlippe rechts: Kinn, Zunge, Lippentaster |
| | |
| Abb. 11: Larve (aus Reitter, Fauna Germanica) | |

Der Schwarze Krummhornkäfer oder Borstenhornläufer (Loricera pilicornis) ist ein Käfer aus der Familie der Laufkäfer (Carabidae). Das braunschwarze Insekt erreicht eine Länge von sechs bis acht Millimetern. Der Käfer ist durch die langen Borsten an den Fühlergliedern, die das räuberisch lebende Tier zum Beutefang verwendet, unverwechselbar.
Die Art wird in der Roten Liste gefährdeter Arten Deutschlands sowie in den Ländern Baden-Württemberg und Sachsen-Anhalt als nicht gefährdet eingestuft.

## Bemerkungen zum Namen
Die Art wurde durch Fabricius 1775 unter dem Namen Carabus pilicornis erstmals beschrieben. Die Beschreibung enthält die Charakterisierung antennis pilosis (lateinisch „mit behaarten Fühlern“). So erklärt sich der Artname pilicórnis (von lateinisch pílus, ‚Haar‘, und córnu, ‚Horn, Fühler‘).
Die Gattung Loricera wurde 1802 etabliert. Der Gattungsname Loricera müsste eigentlich Lorócera (von altgriechisch λόρον lóron, ‚Riemen‘, und κέρας kéras, ‚Horn‘) heißen. Auch er besagt, dass die Fühler (Fühlhörner) mit starken Haaren besetzt sind.
Die Gattung Loricera ist in Europa mit nur einer Art vertreten, weltweit mit elf Arten.

## Körperbau des Käfers
Von unten betrachtet, zeigt der Käfer die typischen Merkmale der Laufkäfer. Es lassen sich sechs Hinterleibssegmente (Abdominalsternite) erkennen. Dabei ragen die Hinterhüften über den Hinterrand des ersten Sternits hinaus, so dass dieses nur seitlich der Hinterhüften sichtbar ist (Abb. 6). Die schlanken Laufbeine sind ab den Schienen aufgehellt und enden alle mit fünfgliedrigen Tarsen. Die drei ersten Tarsenglieder der Vorderbeine der Männchen sind stark erweitert. Auf der Unterseite tragen sie Hafthaare, die bei der Kopulationsstellung einen besseren Halt ermöglichen (Abb. 7, Mitte). Die Vorderschienen besitzen eine von einem beweglichen Dorn abdeckbare Aussparung, die mit feinen Borsten begrenzt ist. Diese „Putzscharte“ (Abb. 7, rechts) dient zum Reinigen der Fühler. Innerhalb der Laufkäfer gehört der Borstenhornläufer in die Gruppe der Unterfamilien, bei denen die an die Mittelbrust anschließende Platte des Chitinskeletts (Epimer der Mittelbrust, in Abb. 8 rechts grün coloriert) die Mittelhüfthöhlen erreicht.
Der Kopf ist halsartig verengt. Er ist breit, aber schmaler als der Halsschild. Die Facettenaugen sind deutlich vorgewölbt, aber zusammen schmaler als die Stirn. Über dem Augenrand liegt nur ein Porenpunkt, aus dem eine lange Borste entspringt (Supraorbitalborste, in Abb. 5 gut erkennbar). Die charakteristischen Fühler sind elfgliedrig und fadenförmig. Die ersten Fühlerglieder tragen abstehende Borsten, die länger als die Fühlerglieder sind. Sie sind so angeordnet, dass sie als Fangreuse für die Beutetiere funktionieren. Ab dem vierten Glied sind die Fühler fein behaart. Die ersten vier Fühlerglieder sind deutlich dicker als die folgenden (Abb. 4). Die Oberlippe (Abb. 10, links) ist abgerundet. Die Oberkiefer (Abb. 9, links) haben eine scharfe, einwärts gebogene Spitze, am Innenrand tragen sie einen Zahn. Die Endglieder der Lippentaster (Abb. 5 unten innen, hellgelb; in Abb. 3 nach hinten zeigend) und die Endglieder der Kiefertaster (hellgelb, in Abb. 5 zwischen Fühler und Lippentaster liegend, in Abb. 3 nach vorn zeigend) sind länglich und groß.
Der Halsschild ist herzförmig, breiter als lang und deutlich gerandet. Seine größte Breite erreicht er in halber Höhe, dahinter verjüngt er sich gradlinig in die stumpfen Hinterwinkel. Die Vorderecken sind breit gerundet. Die Halsschildbasis ist punktiert. Auf beiden Seiten des Halsschilds liegt eine tiefe Grube.
Die Flügeldecken sind fast parallel mit der größten Breite im letzten Drittel. Sie sind je mit 11 Streifen punktiert gestreift. Auf jeder Seite haben sie im dritten Zwischenraum drei deutlich eingedrückte Punktgruben.

## Bau der Larve
Die Larve (Abb. 11) besitzt ein gut sklerotisiertes Außenskelett mit drei Paaren gegliederter Beine, die eine schnelle Fortbewegung erlauben. Am geteilten neunten Abdominalsegment entspringen die paarigen Hinterleibsanhänge (Urogomphi). Diese sind gegliedert und fein behaart. Nach außen tragen sie Borsten, deren Anzahl sich bei den drei Larvenstadien unterscheidet. Die Kopfkapsel ist breiter als die Vorderbrust, knapp eineinhalb mal so breit wie lang, ihre Seiten sind stark gerundet. Auf jeder Seite befinden sich sechs Einzelaugen. Die Antennen sind viergliedrig, die Oberkiefer sind schlank, stark gekrümmt und spitz endend. Die Unterkiefer sind etwas länger als die Antennen. Die auf das erste Glied des Unterkiefers (Stipes) folgende Galea ist zweigliedrig, das zweite Glied an der Basis ist dick, dann stabartig verlängert. Es überragt den viergliedrigen Kiefertaster um das Doppelte und ist klebrig überzogen, was den Beutetieren das Entkommen erschwert.

## Lebensweise
Die Entwicklung vom Ei zum fertigen Käfer erfolgt in der warmen Jahreszeit, das Tier überwintert als Imago in Baumstubben, unter Moos oder Heidekraut. Die Eier werden im Frühjahr abgelegt, das Populationsmaximum liegt in Mitteleuropa im Herbst. Imago und Larve ernähren sich räuberisch, hauptsächlich von Springschwänzen. Der Käfer ist dabei überwiegend nachtaktiv. Er erreicht Geschwindigkeiten bis zu 20 cm pro Sekunde, allerdings bewegt er sich nur ruckartig über kurze Strecken. Die Fühler werden über der Beute zusammengeschlagen, die langen Haare daran dienen als Fangreuse, aus der die überraschten Beutetiere nicht mehr entkommen können. Sie werden anschließend mit den Oberkiefern zerkleinert.

## Vorkommen
Borstenhornläufer sind feuchtigkeitsliebend. Sie sind an feuchte weiche Böden gebunden. Sie kommen in Wäldern, an Fluss- und Seeufern, in Mooren, aber auch auf den unterschiedlichsten landwirtschaftlichen Kulturen regelmäßig und häufig vor. Die Art gilt als repräsentativer Vertreter der Carabidenfauna in Agrarökosystemen. Die Tiere sind teilweise gegen Pestizide unempfindlich. Außerdem sind sie flugfähig und besiedeln gerne neue Lebensräume. Dabei bevorzugen sie offene und lichtere Räume, weshalb sie häufig als Offenlandart eingestuft werden. Ebenso häufig werden sie zu den Ubiquisten gezählt. Im Rahmen der Zunahme ökologisch betriebener Anbauflächen ist die Art in zahlreichen begleitenden Untersuchungen angeführt. Dabei scheint sie bei konventionellem Anbau und intensiver Nutzung häufiger aufzutreten als bei ökologischem Anbau und extensiver Nutzung. Von vier Bewirtschaftungsarten der Ackerflächen präferierte Loricera pilicornis die konventionell gepflügten Flächen gegenüber drei ökologischen Varianten. Wirtschaftsgrünland wurde vom Käfer deutlich gegenüber fünf unterschiedlich strukturierten Teilflächen des angrenzenden Niedermoors präferiert. Möglicherweise verstärkt der Artenreichtum naturnaher Biotope den Konkurrenzdruck für die Art. Nach Büchs kann Loricera pilicornis nicht zu den wichtigen Arten bei der Reduzierung von Schädlingspopulationen gerechnet werden.

## Verbreitung
Die Art ist in Europa weit verbreitet, in Spanien und auf dem Balkan ist sie auf den Norden beschränkt. Außerdem kommen die Käfer holarktisch in Asien und Nordamerika vor.